# Stazione di Ascoli Piceno
Stazione di Ascoli Piceno vasútállomás Olaszországban, Marche régióban, Ascoli Piceno településen.

## Vasútvonalak
Az állomást az alábbi vasútvonalak érintik:
- Ascoli Piceno–San Benedetto del Tronto-vasútvonal

## Kapcsolódó állomások
A vasútállomáshoz az alábbi állomások vannak a legközelebb: 
- Stazione di San Filippo